# Assedio di Strasburgo
L'assedio di Strasburgo si verificò nel corso della guerra franco-prussiana e vide assediate le forze del secondo Impero Francese da 40 000 soldati prussiani spintisi ad accerchiare la rocca in seguito alla battaglia di Foreschwiller. L'assedio si concluse con la resa della guarnigione francese il 28 settembre 1870.

## Premesse
Dopo la battaglia di Wœrth, Federico III di Germania incaricò il generale August von Werder di muovere verso sud contro Strasburgo, considerata assieme a Metz una delle chiavi per la vittoria finale sui francesi e tra gli obbiettivi primari della campagna. I circa 40 000 uomini provenienti dal Baden e dal Regno di Württemberg attraversarono dunque il Reno per affrontare i 17 000 soldati del generale Jean Jacques Alexis Uhrich incaricato della difesa della città.

## Storia

### Bombardamento iniziale
Il quartier generale di von Werder si divise tra l'idea di prendere la rocca con metodo tradizionale (en règle), ossia attraverso un bombardamento preliminare cui sarebbe seguito un assalto attraverso la breccia, e l'ipotesi di effettuare un cannoneggiamento diretto contro obiettivi militari e civili per minare il morale della popolazione e attendere la resa della città.
Optando per l'inedita strategia del bombardamento a oltranza, la notte del 23 agosto i cannoni tedeschi aprirono il fuoco; dopo quattro notti di incessante tiro d'artiglieria interi quartieri vennero distrutti e seri danni ebbero anche i monumenti, come l'antica biblioteca (sistemata nella chiesa gotica del Temple Neuf, con la sua rara collezione di manoscritti romani, medievali e rinascimentali), la Cattedrale, la pinacoteca e l'arsenale. La popolazione fu presa dal panico e il piano di Werder ebbe l'effetto immediato di suscitare sentimenti di arrendevolezza e scoraggiamento nella cittadinanza, tanto da indurre il vescovo di Strasburgo a chiedere un "cessate il fuoco", con la promessa del pagamento di 100 000 franchi per ogni giorno di cessazione dell'attività delle armi pesanti. Il generale Uhrich non ratificò la proposta, mentre Werder si rese conto che le munizioni disponibili non bastavano per sostenere ancora a lungo il bombardamento.

### L'assedio
Attenuata l'intensità del bombardamento, si decise di colpire precisi punti delle mura al fine di provocarne il collasso in luoghi prestabiliti e aprire delle brecce tutt'attorno la cinta di mura. I tedeschi quindi, via via che crollavano le fortificazioni, stringevano sempre di più il cerchio attorno a Strasburgo. L'11 settembre una delegazione di ufficiali svizzeri entrò in città per evacuare i non combattenti, portando la notizia della sconfitta subita da Napoleone III di Francia a Sedan e della distruzione dell'Armata del Reno. Otto giorni dopo i civili rimasti implorarono al generale Uhrich di arrendersi, ma egli rifiutò, credendo ancora possibile una difesa nel lungo periodo, proprio mentre lo stesso giorno von Werder catturò la prima fortezza. Tale evento, unito alla minaccia di un attacco imminente e dell'impossibilità di difendere le aperture nelle fortificazioni, indussero infine l'alto ufficiale francese a negoziare una resa il 27 settembre, che sarò ufficializzata il giorno dopo. Uhrich sarà accusato di aver avuto una condotta troppo cortese col nemico e di avere ceduto ad una resa prematura e per questo fu sospettato di tradimento.
La caduta di Strasburgo permise alle forze di von Werder di compiere nuove manovre nella Francia nord-orientale. La successiva città ad essere cinta d'assedio infatti fu Belfort, raggiunta a novembre dalle forze prussiane.
La gestione dell'assedio di Strasburgo è stata considerata come l'ultima immagine di una modalità di conduzione delle operazioni di un assedio risalente al medioevo. Per quanto invece attiene al bombardamento deliberato dei civili, l'assedio è stato avvicinato di più ad un modo moderno di condurre la guerra. Negli incendi che furono conseguenza dell'assedio, andò perduto il manoscritto originale, risalente al XII secolo, dell'Hortus Deliciarum, opera della badessa dell'abbazia di Hohenburg, Herrad von Landsberg.

## Galleria d'immagini

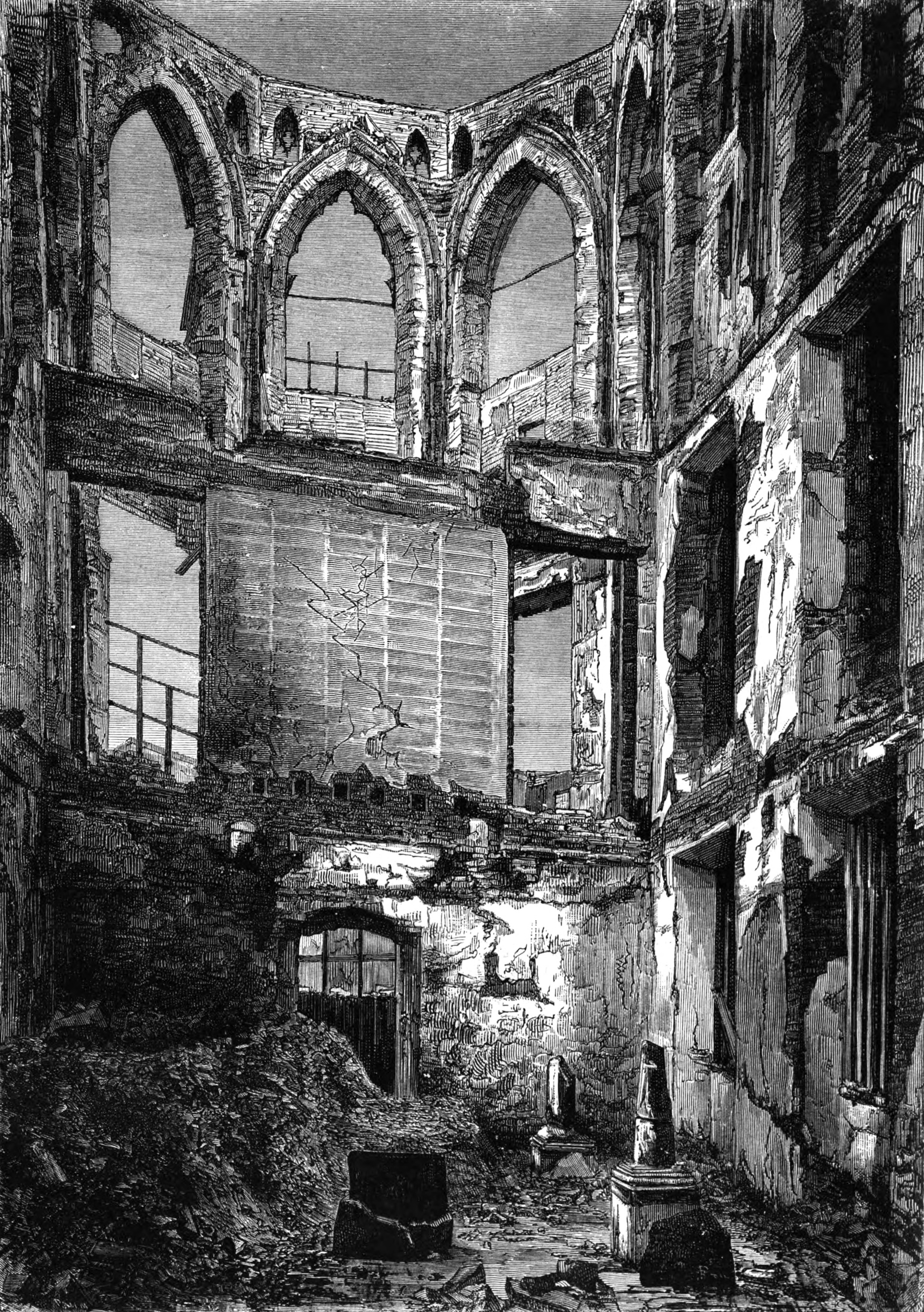
La biblioteca di Strasburgo, distrutta durante i bombardamenti prussiani
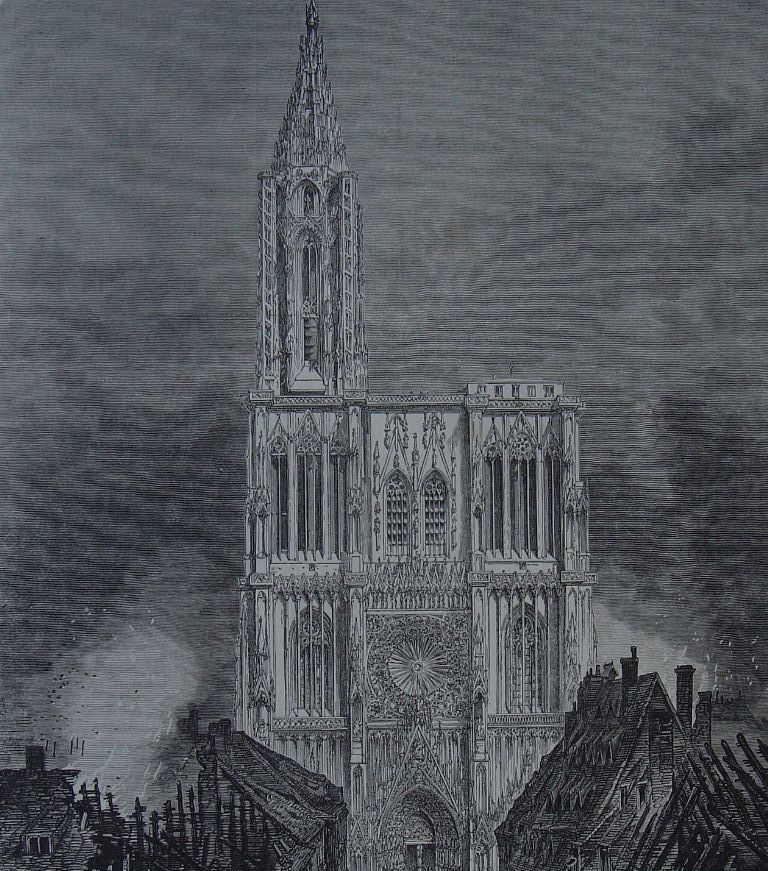
La cattedrale, andata anch'essa parzialmente distrutta
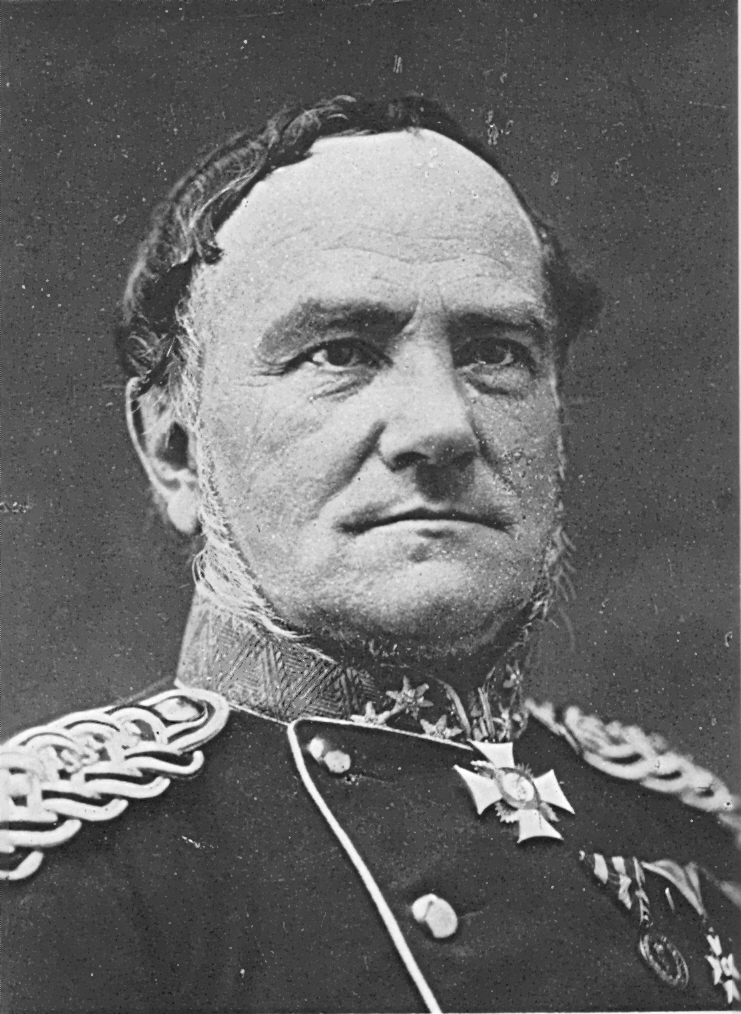
Il generale August Von Werder